# Liste des films soviétiques sortis en 1970
Cet article présente une liste de films produits en Union soviétique en 1970.

## 1970
Les titres en français sont en grande majorité des traductions automatiques et non les titres attribués par les distributeurs dans les pays francophones.
Pour le classement annuel, la liste des titres a été établie en se basant sur les répertoires des pages Wikipédia en russe complétées par les listes des sites «kino-teatr» et «kinopoisk» d'où le nombre important de films que l'on trouve dans les références.
Pour les titres où l'on manque de précisions, seule l'année est indiquée : année de réalisation, année de sortie ou les deux ?. Bien que cela puisse paraître superflu, 1970 est inscrit pour chacun de ces titres pour montrer que la vérification a été faite.
On remarque que, la plupart du temps, il n'y a pas de première pour les courts métrages ainsi que pour les dessins animés et les documentaires de courte durée.
| Titre                                    | Titre original                                               | date de sortie                                                                 | Réalisateur !                                                                                         |
| ---------------------------------------- | ------------------------------------------------------------ | ------------------------------------------------------------------------------ | --- |
| Accusé de meurtre                        | ru:Обвиняются в убийстве                                     | 18 mars 1970                                                                   | Boris Izraïlevitch Voltchek (ru)                                                                      |
| Adam et Kheva                            | ru:Адам и Хева                                               | 9 février 1970 en URSS                                                         | Alekseï Aleksandrovitch Korenev (ru)                                                                  |
| L'Agitateur rouge Trofim Glouchkov       | ru:Красный агитатор Трофим Глушков                           | 26 février 1970 à la télévision à Moscou                                       | Valeri Roubintchik                                                                                    |
| Aide de camp de Son Excellence           | ru:Адъютант его превосходительства                           | 7 avril 1970 à la télévision                                                   | Evgueni Tachkov                                                                                       |
| Ak Mioior                                | ru:Ак Мёёр                                                   | 14 mai 1970 à la télévision à Moscou                                           | Melis Ouboukeïev                                                                                      |
| À la demande du brochet (film, 1970)     | ru:По щучьему велению (фильм, 1970)                          | 1er janvier 1970                                                               | Vladimir Izraïlevitch Pekar (ru) et Vladimir Popov                                                    |
| À l'avant-poste des « Pierres Rouges »   | ru:У заставы «Красные камни»                                 | 28 décembre 1970 à Moscou                                                      | Charip Issaouletovitch Beïssembaïev (ru)                                                              |
| Les Amants (film, 1969)                  | ru:Влюблённые (фильм, 1969)                                  | 2 janvier 1970                                                                 | Elior Ichmoukhamedov                                                                                  |
| Ambassadeur de l'Union Soviétique        | ru:Посол Советского Союза                                    | 6 avril 1970                                                                   | Gueorgui Natanson                                                                                     |
| L'Ami de Tymantcha                       | ru:Друг Тыманчи                                              | 5 juin 1970                                                                    | Anatoli Dmitrievitch Nitotchkine (ru)                                                                 |
| Angle d'incidence                        | ru:Угол падения (1970)                                       | novembre 1970                                                                  | Guennadi Kazanski                                                                                     |
| Les animaux pensent-ils ?                | ru:Думают ли животные?                                       | 1970                                                                           | Felix Sobolev                                                                                         |
| Anxiété                                  | ru:Тревога (фильм, 1968)                                     | 8 juin 1970 à Moscou                                                           | Nikolaï Konstantinovitch Sanichvili (ru)                                                              |
| Appel en pleine nuit                     | ru:Ночной звонок                                             | 21 juillet 1970 à la télévision                                                | Valerian Ivlianovitch Kvatchadze                                                                      |
| Appelez l'ouragan « Marieï »             | ru:Назовите ураган "Марией" (1970)                           | 16 mai 1970                                                                    | Vladimir Zakharovitch Dovgan (ru)                                                                     |
| À propos de Klava Ivanova                | ru:Про Клаву Иванову                                         | 8 mars 1970 à la télévision                                                    | Leonid Gueorguievitch Mariaguine (ru)                                                                 |
| À propos des amis et camarades           | ru:О друзьях-товарищах                                       | 16 juin 1970                                                                   | Vladimir Aleksandrovitch Nazarov (ru)                                                                 |
| L'Araignée Anansi                        | ru:Паучок Ананси                                             | 1970                                                                           | Nikolaï Viktorovitch Aleksandrovitch (ru) et Viktor Sevriougov                                        |
| Attends un peu ! (numéro 2)              | ru:Ну, погоди! (выпуск 2)                                    | 18 juillet 1970                                                                | Viatcheslav Kotionotchkine                                                                            |
| Attention ! Loups !                      | ru:Внимание! Волки!                                          | 1970                                                                           | Iefim Gambourg                                                                                        |
| Attention, tortue !                      | ru:Внимание, черепаха!                                       | 5 novembre 1970                                                                | Rolan Bykov                                                                                           |
| Au bord du lac Baïkal                    | ru:У озера                                                   | 13 avril 1970                                                                  | Sergueï Guerassimov                                                                                   |
| Avant toute chose                        | ru:Самый главный                                             | 1970                                                                           | Vitold Ianovitch Bordzilovski (ru)                                                                    |
| Les Aventures d'Aldar Kosse              | ru:Приключения Алдара Косе (1970)                            | 1970                                                                           | Lev Repine                                                                                            |
| Les Aventures de la petite valise jaune  | ru:Приключения жёлтого чемоданчика                           | 30 décembre 1970                                                               | Ilia Frez                                                                                             |
| Les Aventures de Pif (dessin animé)      | ru:Приключения Пифа (мультфильм)                             | 1970                                                                           | Dmitri Naoumovitch Babitchenko (ru)                                                                   |
| Ballerine                                | ru:Балерина (фильм, 1969)                                    | 27 février 1970                                                                | Vadim Derbeniov                                                                                       |
| Ballon, gant et capitaine                | ru:Мяч, перчатка и капитан                                   | 11 avril 1970                                                                  | Baadour Sokratovitch Tsouladze (ru)                                                                   |
| La Belle Barbara à la natte longue       | ru:Варвара-краса, длинная коса                               | 30 décembre 1970                                                               | Aleksandr Rou                                                                                         |
| Bombardiers (film, 1970),                | ru:Взрывники (1970)                                          | 1er janvier 1970                                                               | Iouri Vassilievitch Soloviov (ru)                                                                     |
| Le Bonheur familial                      | ru:Семейное счастье                                          | 8 juin 1970 à la télévision en URSS                                            | Aleksandr Samouïlovitch Cheïn (ru), Andreï Ivanovitch Ladynine (ru) et Sergueï Soloviov               |
| Brille, mon étoile, brille               | ru:Гори, гори, моя звезда (фильм)                            | 28 septembre 1970                                                              | Alexandre Mitta                                                                                       |
| Le Caboteur                              | ru:Катерок                                                   | 1970                                                                           | Inessa Alekseïevna Kovalevskaïa (ru)                                                                  |
| Caractère marin                          | ru:Морской характер                                          | 13 octobre 1970                                                                | Vassili Jouravliov                                                                                    |
| Les Carillons du Kremlin                 | ru:Кремлёвские куранты (фильм)                               | 22 avril 1970                                                                  | Viktor Mikhaïlovitch Gueorguiev (ru)                                                                  |
| Ces amusements innocents                 | ru:Эти невинные забавы                                       | 24 avril 1970                                                                  | Avgoust Avroustovitch Baltrouchaïtis (ru)                                                             |
| C'est à nous (animation)                 | ru:Это в наших силах                                         | 1er janvier 1970                                                               | Lev Atamanov                                                                                          |
| C'était le mois de mai                   | ru:Был месяц май                                             | 10 mai 1970                                                                    | Marlen Khoutsiev                                                                                      |
| Cette même nuit                          | ru:Та самая ночь (Фильм, 1969)                               | 7 septembre 1970                                                               | Aleksandr Igorevitch Mouratov (ru) et Vassili Iakovlevitch Paskarou                                   |
| Les Chaînes vertes                       | ru:Зелёные цепочки                                           | 3 décembre 1970                                                                | Grigori Aronov                                                                                        |
| La Chanson de Manchouk                   | ru:Песнь о Маншук                                            | 6 mars 1970                                                                    | Majit Sapargalievitch Begaline (ru)                                                                   |
| Le Chemin du retour                      | ru:Дорога домой (фильм, 1969)                                | 17 aout 1970 en URSS                                                           | Aleksandr Vladimirovitch Sourine (ru)                                                                 |
| Chemins vers Lénine                      | ru:На пути к Ленину                                          | 16 avril 1970 à Berlin                                                         | Günter Reisch                                                                                         |
| Cherchez et vous trouverez               | ru:Ищите и найдёте                                           | 10 aout 1970                                                                   | Boris Ivanovitch Romanov (ru)                                                                         |
| Chok et Cher                             | ru:Шок и Шер                                                 | 1er janvier 1970                                                               | Kanymbek-Kano Kassymbekov (ru)                                                                        |
| Chronique de la forêt (dessin animé)     | ru:Лесная хроника (мультфильм)                               | 1970                                                                           | Piotr Nikolaïevitch Nossov (ru)                                                                       |
| La Cicatrice du vieux Erkena             | ru:Шрамы старого Еркена                                      | 1970                                                                           | Viktor Mikhaïlovitch Tchougounov                                                                      |
| Cinq jours de repos                      | ru:Пять дней отдыха                                          | 9 février 1970                                                                 | Edouard Aleksandrovitch Gavrilov (ru)                                                                 |
| Commissaire extraordinaire (film, 1970)  | ru:Чрезвычайный комиссар (фильм)                             | 2 novembre 1970                                                                | Ali Khamraev                                                                                          |
| Conte de fées (dessin animé)             | ru:Быль-небылица (мультфильм)                                | 1970                                                                           | Vladimir Polkovnikov                                                                                  |
| Le conte de fées fait des ravages        | ru:Сказка сказывается                                        | 1970                                                                           | Ivan Semionovitch Aksentchouk (ru)                                                                    |
| Le Conte du bon éléphant (dessin animé)  | ru:Сказка про доброго слона (мультфильм)                     | 1970                                                                           | Svetlana Petrovna Mojaïeva (ru)                                                                       |
| Contes (dessin animé)                    | ru:Небылицы (мультфильм)                                     | 1970                                                                           | Rassa Artourovna Straoutmane (ru)                                                                     |
| Conte sucré                              | ru:Сладкая сказка                                            | 1970                                                                           | Vladimir Dmitrievitch Degtiariov (ru)                                                                 |
| Courageux Robin des Bois                 | ru:Отважный Робин Гуд                                        | 1970                                                                           | Anatoli Gueorguievitch Karanovitch (ru)                                                               |
| La Course du cheval amblier              | ru:Бег иноходца (фильм)                                      | 19 janvier 1970                                                                | Sergueï Ouroussevski                                                                                  |
| Crime et Châtiment                       | ru:Преступление и наказание (фильм, 1969)                    | Entre le 19 aout et le 1er septembre 1970 au Festival de Venise                | Lev Koulidjanov                                                                                       |
| Dans une ville du Sud                    | ru:В этом южном городе                                       | 2 mars 1970 à Moscou                                                           | Eldar Kouliev                                                                                         |
| Le Début                                 | ru:Начало (фильм, 1970)                                      | 12 octobre 1970                                                                | Gleb Panfilov                                                                                         |
| Dénouement                               | ru:Развязка (фильм)                                          | 26 janvier 1970                                                                | Nikolaï Vassilievitch Rozantsev (ru)                                                                  |
| Dernière neige                           | ru:Последний снег                                            | 1970                                                                           | Rouben Khatchatourovitch Mouradian                                                                    |
| La Dernière Relique                      | ru:Последняя реликвия                                        | 23 mars 1970                                                                   | Grigori Kromanov                                                                                      |
| Dernières vacances                       | ru:Последние каникулы                                        | 27 avril 1970                                                                  | Valeri Ivanovitch Kremniov (ru)                                                                       |
| Des gens étranges                        | ru:Странные люди                                             | 27 juillet 1970                                                                | Vassili Choukchine                                                                                    |
| Des kilomètres difficiles                | ru:Суровые километры                                         | 12 octobre 1970                                                                | Oleg Pavlovitch Nikolaïevski (ru)                                                                     |
| Des ponts sur l'oubli                    | ru:Мосты через забвение                                      | 6 avril 1970 à Moscou                                                          | Iouri Aramaïssovitch Erzinlian (ru)                                                                   |
| Destin amer                              | ru:Горькая судьба (1970)                                     | 1970                                                                           | Ovliakouli Kouliev                                                                                    |
| Deux Oies joyeuses                       | ru:Два весёлых гуся                                          | 1970                                                                           | Leonid Viktorovitch Nossyrev (ru)                                                                     |
| Dix hivers en un été                     | ru:Десять зим за одно лето                                   | juillet 1970 à Moscou                                                          | Valeri Gueorguievitch Gajiou (ru)                                                                     |
| Djoura Sarkor                            | ru:Джура Саркор                                              | 15 juin 1970 à Moscou                                                          | Margarita Naïmovna Kassymova (ru)                                                                     |
| Du sport, du sport, du sport             | ru:Спорт, спорт, спорт                                       | 22 septembre 1970                                                              | Elem Klimov                                                                                           |
| L'Echo des neiges lointaines             | ru:Эхо далеких снегов                                        | 16 février 1970                                                                | Leonid Evguenievitch Golovnia (ru)                                                                    |
| Embuscade                                | ru:Засада (фильм, 1969, СССР)                                | 5 janvier 1970                                                                 | Guennadi Sadyrovitch Bazarov (ru)                                                                     |
| L'Enlèvement                             | ru:Похищение (фильм, 1969)                                   | 13 janvier 1970 à la télévision                                                | Iouri Sourenovitch Saakov (ru)                                                                        |
| En passant par Moscou                    | ru:В Москве проездом…                                        | 13 mai 1970                                                                    | Ilia Iakovlevitch Gourine (ru)                                                                        |
| L'entraîneur                             | ru:Тренер (фильм, 1969)                                      | 16 mars 1970                                                                   | Iakov Lvovitch Bazelian (ru)                                                                          |
| Entre trois accidents                    | ru:Между тремя поветриями (фильм)                            | 1970                                                                           | Virve Aleksandrovna Arouoïa (ru) et Iaan Osvaldovitch Tooming                                         |
| L'Esclave                                | ru:Рабыня (фильм, 1968)                                      | 17 aout 1970 à Moscou                                                          | Boulat Mansourov                                                                                      |
| L'Eté des hommes                         | ru:Мужское лето                                              | 5 septembre 1970                                                               | Mariïonas Vintsovitch Guedris (ru)                                                                    |
| Expérience (film, 1970)                  | ru:Эксперимент (1970)                                        | 1970                                                                           | Evgueni Veniaminovitch Radomyslenski (ru)                                                             |
| Exposition (film, 1969)                  | ru:Разоблачение (Фильм,1969)                                 | 30 mars 1970 à Moscou                                                          | Takhir Moukhtarovitch Sabirov (ru)                                                                    |
| La famille est comme la famille          | ru:Семья как семья                                           | 31 décembre 1970                                                               | Boris Nirenbourg                                                                                      |
| Fantasmes sur des thèmes de Dounaïevski  | ru:Фантазии на темы Дунаевского                              | 1970                                                                           | Aleksandr Nikolaïevitch Gladychev                                                                     |
| Les Fleurs du soleil                     | ru:Подсолнухи (фильм)                                        | 13 mars 1970                                                                   | Vittorio De Sica                                                                                      |
| Fleurs tardives                          | ru:Цветы запоздалые (фильм)                                  | 19 janvier 1970                                                                | Abram Room                                                                                            |
| Forme physique                           | ru:Фитне                                                     | 1970                                                                           | Aganaguy Akhoundov                                                                                    |
| Franchir le seuil                        | ru:Переступи порог                                           | 19 aout 1970                                                                   | Richard Viktorov                                                                                      |
| Franz Liszt - Rêves d'amour              | ru:Ференц Лист — Грёзы любви                                 | 29 octobre 1970 en Hongrie                                                     | Márton Keleti                                                                                         |
| Les Garçons                              | ru:Мальчишки (фильм, 1969)                                   | 25 mars 1970                                                                   | Aïan Gassanovna Chakhmalieva (ru) et Leonid Pavlovitch Makarytchev (ru)                               |
| La Girouette blanche                     | ru:Белый флюгер                                              | 5 novembre 1970 en URSS                                                        | David Iakovlevitch Kotcharian                                                                         |
| Glace bleue                              | ru:Голубой лёд                                               | 5 janvier 1970                                                                 | Viktor Fiodorovitch Sokolov (ru)                                                                      |
| Grue (dessin animé, 1970)                | ru:Журавлик (мультфильм, 1970)                               | 1970                                                                           | Irina Borissovna Gourvitch (ru)                                                                       |
| Hier, aujourd'hui et toujours            | ru:Вчера, сегодня и всегда (фильм, 1969)                     | 10 janvier 1970                                                                | Mikhaïl Grigorievitch Grigoriev (ru)                                                                  |
| Les Histoires de Deniska (film)          | ru:Денискины рассказы (фильм)                                | 1970                                                                           | Vladimir Aleksandrovitch Khramov                                                                      |
| Histoires sur Dimka                      | ru:Рассказы о Димке                                          | 7 juin 1970 à la télévision à Moscou                                           | Issaak Petrovitch Chmarouk (ru), Vitali Sergueïevitch Kondratov et Grigori Iossifovitch Lipchits (ru) |
| L'Homme à la mer                         | ru:Человек за бортом (фильм, 1969)                           | 7 décembre 1970 à Moscou                                                       | Khodjakouli Narliev                                                                                   |
| L'Ile aux loups                          | ru:Остров Волчий                                             | 13 juillet 1970                                                                | Nikolaï Serafimovitch Ilinski (ru)                                                                    |
| Il était une fois un merle chanteur      | ru:Жил певчий дрозд                                          | 6 décembre 1970                                                                | Otar Iosseliani                                                                                       |
| Il n'était pas seul                      | ru:Он был не один                                            | 14 décembre 1970 à Moscou                                                      | Zaguid Zarifovitch Sabitov (ru)                                                                       |
| L'Incroyable Iegoudiil Khlamida          | ru:Невероятный Иегудиил Хламида                              | 16 mars 1970                                                                   | Nikolaï Ivanovitch Lebedev (ru)                                                                       |
| J'ai gardé le feu                        | ru:Сохранившие огонь                                         | 21 avril 1970                                                                  | Evgueni Efimovitch Karelov (ru)                                                                       |
| Les Jardins de Babylone (film, 1970)     | ru:Сады Семирамиды (фильм)                                   | 1er décembre 1970                                                              | Semion Vissarionovitch Dolidze (ru)                                                                   |
| La Jarre                                 | ru:Кувшин (фильм)                                            | 5 juin 1970                                                                    | Irakli Kvirikadze                                                                                     |
| Je-11-17 (film, 1970)                    | ru:Я - 11-17 (1970)                                          | 1970                                                                           | Viktor Ivanovitch Chtcheglov                                                                          |
| La Jeune Fille et le soldat              | ru:Девушка и солдат                                          | 10 avril 1970                                                                  | Temour Mikhaïlovitch Palavandichvili (ru)                                                             |
| Jeune Friedrich Engels                   | ru:Юноша Фридрих Энгельс                                     | 6 novembre 1970                                                                | Katia Gueorgui, Klaous Gueorgui, Fiodor Khitrouk, Vadim Kourtchevski                                  |
| Je veux sept fils...                     | ru:Семеро сыновей моих                                       | 7 septembre 1970 à Bakou                                                       | Tofiq Taghizadeh                                                                                      |
| Les Jours passés                         | ru:Минувшие дни (фильм)                                      | 11 mai 1970 à Moscou                                                           | Yoʻldosh Aʼzamov                                                                                      |
| Joyeuse Magie                            | ru:Весёлое волшебство                                        | 1970 en URSS                                                                   | Boris Rytsarev                                                                                        |
| Karlson est de retour                    | ru:Карлсон вернулся                                          | 18 octobre 1970                                                                | Boris Pavlovitch Stepantsev                                                                           |
| Klav est le fils de Martin               | ru:Клав — сын Мартина                                        | 7 décembre 1970                                                                | Oļģerts Dunkers                                                                                       |
| La Lampe de la mère                      | ru:Светильник матери                                         | 1er janvier 1970                                                               | Tofig Ismayilov                                                                                       |
| La Légende du lac Parvana (dessin animé) | ru:Легенда об озере Парвана (мультфильм)                     | 1970, 1971 ?                                                                   | Valentine Gueorguievitch Podpomogov (ru)                                                              |
| Lettre (dessin animé)                    | ru:Письмо (мультфильм)                                       | 1970                                                                           | Roman Katchanov                                                                                       |
| Lioubov Yarovaïa                         | ru:Любовь Яровая (фильм, 1970)                               | 4 novembre 1970                                                                | Vladimir Fetine                                                                                       |
| La Lumière dans nos fenêtres             | ru:Свет в наших окнах                                        | 20 juillet 1970 à Moscou                                                       | Karaman Gueorguievitch Mgueladze                                                                      |
| Maman s'est mariée                       | ru:Мама вышла замуж                                          | 25 mai 1970                                                                    | Vitali Melnikov                                                                                       |
| « Margarita » fait rage                  | ru:Бушует "Маргарита"                                        | 1er janvier 1970                                                               | Edouard Gaïkovitch Abalian (ru)                                                                       |
| Le Matin d'une longue journée            | ru:Утро долгого дня                                          | 13 avril 1970                                                                  | Ada Neretnietse                                                                                       |
| « Meteor » sur le ring                   | ru:«Метеор» на ринге                                         | 1970                                                                           | Boris Petrovitch Diojkine (ru)                                                                        |
| Moi, Francysk Skaryna                    | ru:Я, Франциск Скорина…                                      | 30 novembre 1970                                                               | Boris Mikhaïlovitch Stepanov (ru)                                                                     |
| Mon bon papa                             | ru:Мой добрый папа                                           | 10 mai 1970 à la télévision                                                    | Igor Vladimirovitch Oussov (ru)                                                                       |
| N'a pas droit à la pitié                 | ru:Без права на пощаду                                       | 15 octobre 1970                                                                | Leonid Semionovitch Polonski                                                                          |
| Nuits troubles à Samara                  | ru:Тревожные ночи в Самаре                                   | 31 janvier 1970 à la télévision à Moscou                                       | Vladilen Grigorievitch Nedoloujko                                                                     |
| L'Oiseau bleu (dessin animé)             | ru:Синяя птица (мультфильм)                                  | 1er janvier 1970                                                               | Vassili Livanov                                                                                       |
| Oncle Micha                              | ru:Дядя Миша                                                 | 1970                                                                           | Iouri Aleksandrovitch Prytkov (ru)                                                                    |
| L'Or                                     | ru:Золото (фильм, 1969)                                      | 4 mai 1970                                                                     | Damir Alekseïevitch Viatitch-Berejnykh (ru)                                                           |
| Oreille lourde                           | ru:Тяжёлый колос (фильм)                                     | 1er juillet 1970                                                               | Vladimir Terentievitch Denissenko (ru)                                                                |
| Orera, à toute vitesse                   | ru:Орэра, полный вперёд!                                     | 1970                                                                           | Zaal Abessalomovitch Kakabadze (ru)                                                                   |
| Où est le 042?                           | ru:Где 042?                                                  | 4 avril 1970                                                                   | Oleg Evguenievitch Lentsious (ru)                                                                     |
| Oumka cherche un ami                     | ru:Умка ищет друга                                           | 1970                                                                           | Vladimir Izraïlevitch Pekar (ru) et Vladimir Popov                                                    |
| Le Parrain Morgan                        | ru:Кум Моргана                                               | 1970 en URSS                                                                   | Iakov Iskoudarian et Arman Khristoforovitch Manarian (ru)                                             |
| Le Passager de l'« Equateur »            | ru:Пассажир с «Экватора»                                     | 2 janvier 1970                                                                 | Aleksandr Dmitrievitch Kourotchkine (ru)                                                              |
| Le Pays de Varkina                       | ru:Варькина земля                                            | 2 mars 1970 à la télévision                                                    | Anatoli Sergueïevitch Boukovski (ru)                                                                  |
| La Place Rouge                           | ru:Красная площадь (фильм)                                   | 30 novembre 1970                                                               | Vassili Sergueïevitch Ordynski (ru)                                                                   |
| Pokatigorochek (dessin animé)            | ru:Покатигорошек (мультфильм, 1970)                          | 1970                                                                           | Boris Alekseïevitch Khranevitch (ru)                                                                  |
| Les Pommes de l'an 41                    | ru:Яблоки сорок первого года                                 | 23 février 1970 à Moscou                                                       | Ravil Ismaïlovitch Batyrov (ru)                                                                       |
| Pour le foyer                            | ru:Для домашнего очага (1970) или « Для домашнього вогнища » | 1970                                                                           | Bronislav Viktorovitch Mechkis (ru) et Iouriï Fedorovytch Souiarko (uk)                               |
| Pouvoir magique                          | ru:Волшебная сила                                            | 1970                                                                           | Naoum Borissovitch Birman (ru)                                                                        |
| Prisonniers de la mer de Perm            | ru:Узники Пермского моря                                     | 1970                                                                           | Tamara Ivanovna Iovleva (ru)                                                                          |
| Le Réalisateur                           | ru:Директор (фильм, 1969)                                    | 20 juillet 1970                                                                | Alekseï Aleksandrovitch Saltykov                                                                      |
| Réflexions sur les Britanniques          | ru:Дума о Британке                                           | 1er février 1970                                                               | Mykola Vinhranovsky et Igor Aleksandrovitch Vetrov (ru)                                               |
| La Rencontre avant la séparation         | ru:Встреча перед разлукой                                    | 17 juillet 1986                                                                | Vladimir Aleksandrovitch Khramov                                                                      |
| La République de la rue Varnu            | ru:Республика Вороньей улицы                                 | 9 novembre 1970                                                                | Ada Neretnietse                                                                                       |
| Le Retour de saint Luc                   | ru:Возвращение «Святого Луки»                                | 7 décembre 1970                                                                | Anatoli Alekseïevitch Bobrovski (ru)                                                                  |
| La Revanche                              | ru:Расплата (фильм, 1970)                                    | 23 janvier 1970                                                                | Fiodor Ivanovitch Filippov (ru)                                                                       |
| Le Rivage de la jeunesse                 | ru:Берег юности                                              | 5 novembre 1970                                                                | Lev Izraïlevitch Tsoutsoulkovski (ru)                                                                 |
| Le Roi de la montagne et les autres      | ru:Король гор и другие                                       | aout 1970                                                                      | Boris Doline                                                                                          |
| Le Roi des cerfs                         | ru:Король-олень (фильм)                                      | 28 décembre 1970                                                               | Pavel Oganezovitch Arsenov (ru)                                                                       |
| Le Roi du ring                           | ru:Король манежа                                             | janvier 1970                                                                   | Iouri Tchoulioukine                                                                                   |
| Le Roi Lear (film, 1971, Kozintsev)      | ru:Король Лир (фильм, 1970)                                  | 15 décembre 1970, diffusion restreinte                                         | Grigori Kozintsev                                                                                     |
| Romance épistolaire                      | ru:Почтовый роман (фильм)                                    | 16 mars 1970                                                                   | Evgueni Matveev                                                                                       |
| Roudolfio                                | ru:Рудольфио                                                 | mai 1970                                                                       | Dinara Assanova et Valentine Vassilievitch Popov (ru)                                                 |
| La Rue des Treize Peupliers              | ru:Улица тринадцати тополей                                  | 9 mars 1970                                                                    | Viktor Mikhaïlovitch Ivanov (ru) et Abram Aronovitch Naroditski (ru)                                  |
| Rythmes d'Abseron (film, 1970)           | ru:Ритмы Апшерона (фильм, 1970)                              | 3 mai 1970                                                                     | Eldar Kouliev (réalisateur, 1941)                                                                     |
| Les Sables rouges                        | ru:Красные пески                                             | 20 avril 1970 à Moscou                                                         | Akmal Akhrarovitch Akbarkhodjaïev et Ali Khamraev                                                     |
| Sébastopol                               | ru:Севастополь (фильм)                                       | 26 octobre 1970                                                                | Valeri Trofimovitch Issakov (ru)                                                                      |
| Le Secret de la porte en fer             | ru:Тайна железной двери                                      | 1er décembre 1970 (diffusion restreinte), 23 aout 1971 en URSS                 | Mikhaïl Iossifovitch Iouzovski (ru)                                                                   |
| Sérénade                                 | ru:Серенада (короткометражный фильм)                         | 13 mai 1970 à la télévision à Moscou                                           | Kartlos Khotivari                                                                                     |
| Séville                                  | ru:Севиль (фильм, 1970)                                      | 8 juillet 1970                                                                 | Vladimir Mikhaïlovitch Gorikker (ru)                                                                  |
| S'il y a des voiles                      | ru:Если есть паруса                                          | 22 juin 1970                                                                   | Valentine Fiodorovitch Kozatchkov (ru)                                                                |
| Le Singe de l'île Sarougassima           | ru:Обезьяна с острова Саругасима                             | 1970                                                                           | Mikhaïl Alekseïevitch Botov (ru)                                                                      |
| Le Soleil blanc du désert                | ru:Белое солнце пустыни                                      | 30 mars 1970                                                                   | Vladimir Motyl                                                                                        |
| Le Sort d'un résident                    | ru:Судьба резидента                                          | 10 aout 1970                                                                   | Veniamine Dorman                                                                                      |
| Sport, sport, sport                      | ru:Спорт, спорт, спорт                                       | 22 septembre 1970                                                              | Elem Klimov                                                                                           |
| Sur la route de Lénine                   | ru:На пути к Ленину                                          | 16 avril 1970                                                                  | Günter Reisch                                                                                         |
| Le Talus                                 | ru:Насыпь (фильм)                                            | 26 novembre 1970                                                               | Erik Karlovitch Latsis (ru)                                                                           |
| Ta patte, ours!                          | ru:Вашу лапу, медведь!                                       | 15 avril 1970                                                                  | Tamara Lissitsian                                                                                     |
| Tchaïkovski                              | ru:Чайковский (фильм)                                        | 14 juillet 1970 au Festival international du film de Saint-Sébastien 1970 (es) | Igor Talankine                                                                                        |
| Le Temps des trouvailles heureuses       | ru:Время счастливых находок                                  | 11 mai 1970                                                                    | Guenrikh Saoulovitch Gabaï (ru)                                                                       |
| La Terre, la Mer, le Feu, le Ciel        | ru:Земля. Море. Огонь. Небо                                  | février 1970                                                                   | Chamil Mahmudbeyov                                                                                    |
| Tigres rayés                             | ru:Тигры полосатые                                           | 1970                                                                           | Rafael Petrovitch Babaian et Valentine Gueorguievitch Podpomogov (ru)                                 |
| Toute la vérité sur Christophe Colomb    | ru:Вся правда о Колумбе                                      | 1970                                                                           | Vytautas Žalakevičius                                                                                 |
| Le Tout premier                          | ru:Самый первый                                              | 1970                                                                           | Anatoli Alekseïevitch Petrov (ru)                                                                     |
| Le Train pour demain                     | ru:Поезд в завтрашний день                                   | 1970                                                                           | Villen Abramovitch Azarov (ru)                                                                        |
| Trapèze (téléballet)                     | ru:Трапеция (телебалет)                                      | 1970                                                                           | Feliks Semionovitch Slidovker (ru) et Viktor Viktorovitch Smirnov (ru)                                |
| Triple vérification                      | ru:Тройная проверка                                          | 8 juin 1970                                                                    | Aloizs Brenčs                                                                                         |
| Trois d'entre eux                        | ru:Трое (фильм, 1969)                                        | 24 mars 1970                                                                   | Isidore Annenski                                                                                      |
| La Troisième Fille (film, 1970)          | ru:Третья дочь                                               | 1970                                                                           | Anvar Bourkhanovitch Touraïev (ru)                                                                    |
| Un drame à la chasse (pièce télévisée)   | ru:Драма на охоте (телеспектакль)                            | 1970                                                                           | Boris Nirenbourg                                                                                      |
| Un homme heureux                         | ru:Счастливый человек (1970)                                 | 19 octobre 1970                                                                | Igor Mikhaïlovitch Dobrolioubov (ru)                                                                  |
| Un jour et une vie                       | ru:День и вся жизнь                                          | 25 mai 1970 en URSS                                                            | Iouri Valentinovitch Grigoriev (ru)                                                                   |
| Un mariage dans un palais                | ru:Свадьба во дворце                                         | 1970 en URSS                                                                   | Vlad Ioviță                                                                                           |
| Un personnage merveilleux                | ru:Чудный характер                                           | 21 décembre 1970                                                               | Konstantine Naoumovitch Voïnov (ru)                                                                   |
| Une tournée dangereuse                   | ru:Опасные гастроли                                          | 5 janvier 1970                                                                 | Gueorgui Jungwald-Khilkevitch                                                                         |
| Une vie devenue légende                  | ru:Жизнь, ставшая легендой                                   | 1970                                                                           | Iouri Tchoulioukine                                                                                   |
| Valerka, Remka+...                       | ru:Валерка, Рэмка +…                                         | 2 septembre 1970                                                               | Valentine Fiodorovitch Kozatchkov (ru)                                                                |
| La Vieille Maison                        | ru:Старый дом (фильм, 1969)                                  | 23 mars 1970                                                                   | Valeri Romanovitch Beliakovitch (ru) et Boris Alekseïevitch Bouneïev (ru)                             |
| Le vôtre                                 | ru:Свой (фильм)                                              | 29 juin 1970                                                                   | Leonid Danilovitch Agranovitch (ru)                                                                   |
| Voyage vers l'enfance                    | ru:Путешествие в детство                                     | 8 février 1970                                                                 | Abdoulla Karsakbaïev (ru)                                                                             |
| Vulcain et moi                           | ru:Мы с Вулканом                                             | 25 mars 1970                                                                   | Valentine Dmitrievitch Perov                                                                          |
| Waterloo                                 | ru:Ватерлоо (фильм)                                          | 20 octobre 1970 à Londres                                                      | Sergueï Bondartchouk                                                                                  |
| Les yogis indiens : qui sont-ils ?       | ru:Индийские йоги — кто они?`                                | 1970                                                                           | Almar Aleksandrovitch Serebrennikov (ru)                                                              |

### Remarque
Une journée tranquille à la fin de la guerre (en russe : Спокойный день в конце войны) réalisé par Nikita Mikhalkov en 1970 n'a été présenté que le 26 janvier 2003 au Febiofest (cs)